# Куриграм
Куригра́м (бенг. কুড়িগ্রাম) — город и муниципалитет на севере Бангладеш, административный центр одноимённого округа. Муниципалитет был основан в 1972 году. Площадь города равна 16,17 км². По данным переписи 2001 года, в городе проживало 66 438 человек, из которых мужчины составляли 51,25 %, женщины — соответственно 48,75 %. Плотность населения равнялась 4109 чел. на 1 км². Уровень грамотности взрослого населения составлял 39,9 % (при среднем по Бангладеш показателе 43,1 %).